# Pipestone (Minnesota)
Pipestone település az Amerikai Egyesült Államok Minnesota államában, Pipestone megyében, melynek megyeszékhelye is. Lakosainak száma 4215 fő (2020. április 1.).

## Népesség
A település népességének változása:

| 2010 | 4 317 |
| 2020 | 4 215 |